# Denys Lukašov
Denys Ivanovyč Lukašov (in ucraino Денис Іванович Лукашов?; Donec'k, 30 aprile 1989) è un cestista ucraino.

## Carriera
Con l'Ucraina ha disputato quattro edizioni dei Campionati europei (2011, 2015, 2017, 2022).

## Palmarès
- Campionato ucraino: 1

Prometey: 2020-2021
- Coppa di Lituania: 1

Lietuvos Rytas: 2016
- Lega Lettone-Estone: 2

Prometej: 2022-2023, 2023-2024